# Parobisium vancleavei
Espèce
Synonymes
- Neobisium vancleavei Hoff, 1961

Parobisium vancleavei est une espèce de pseudoscorpions de la famille des Neobisiidae.

## Distribution
Cette espèce est endémique du Colorado aux États-Unis. Elle se rencontre dans le comté de Montezuma dans le parc national de Mesa Verde.

## Description
Le mâle holotype mesure 3,25 mm et la femelle paratype 3,2 mm.

## Systématique et taxinomie
Cette espèce a été décrite sous le protonyme Neobisium vancleavei par Hoff en 1961. Elle est placée dans le genre Parobisium par Muchmore en 1968.

## Étymologie
Cette espèce est nommée en l'honneur de Philip F. Van Cleave.

## Publication originale
- Hoff, 1961 : Pseudoscorpions from Colorado. Bulletin of the American Museum of Natural History, no 122, p. 409-464 (texte intégral).